# Alain Pessin
Pour les articles homonymes, voir Pessin (homonymie).
Alain Pessin, né le 26 novembre 1949 et mort le 31 décembre 2005, est un sociologue libertaire français, spécialisé dans l'étude des imaginaires politiques, de l'art et de la culture.

## Parcours
En 1988, il présente une thèse de doctorat en sociologie à l'Université Pierre-Mendès-France - Grenoble II sur le thème Le mythe du peuple et la société française du XIXe siècle. Il devient ensuite professeur et directeur du Département de sociologie de cette même université. Il est un spécialiste l'étude des imaginaires politiques et de la sociologie de l'art. À ce titre, il a dirigé de nombreuses thèses,.
Il a été directeur du Centre de sociologie des représentations et des pratiques culturelles, unité du CNRS spécialisée en sociologie de l'art et de la culture. Il s'est également tourné vers la problématique des sociabilités des exclusions dans les sociétés contemporaines.
Alain Pessin a travaillé particulièrement sur la notion de peuple, la littérature anarchiste, l'imaginaire, les arts, le jazz, le concept d'interactionnisme symbolique. Il a publié un grand nombre d'ouvrages (voir ci-dessous, une liste non exhaustive).

### Engagement politique
Il a participé aux Éditions Atelier de création libertaire.
Dans La Rêverie anarchiste (ACL, 1999), il écrit à propos de la violence anarchiste : « La considération de la violence comme une fatalité, et par conséquent comme une pratique réprouvée qu’on ne peut mettre en œuvre qu’avec une extrême vigilance et sous une forme restreinte, est à peu près générale dans le mouvement anarchiste. Ce constat ne manque pas d’être paradoxal en regard de l’image classique du milieu anarchiste comme lieu privilégié de la brutalité ».

## Œuvre
- La violence fondatrice, avec Michel Maffesoli, Paris, Éd. Champ urbain, 1978[6].
- La Rêverie anarchiste : 1848-1914, Librairie des Méridiens, 1982[7].
- Le mythe du peuple et la société française du XIXe siècle, Paris, Presses universitaires de France, 1992[8].
- La culture libertaire[9], avec Mimmo Pucciarelli, ss. la dir., Lyon, Atelier de création libertaire, 1997, 469 p.
- Peuple, mythe et histoire, avec Simone Bernard-Griffiths (ss. la dir.), Toulouse, Presses universitaires du Mirail, 1997[10].
- Le populisme / Le populisme russe - populisme, mythe et anarchie[11], Lyon, Atelier de création libertaire, 1997, 52 p.
- Littérature et anarchie, avec Patrice Terrone (ss la dir.), Presses universitaires du Mirail, Toulouse, 1998[12].
- La rêverie anarchiste[13], 1re éd. 1982, 2e éd. 1999, Lyon, Atelier de création libertaire.
- Les incendiaires de l’imaginaire - actes du colloque international Grenoble 1998[14], avec Mimmo Pucciarelli (ss. la dir.), Lyon, Atelier de création libertaire, 2000, 337 p.
- L’imaginaire utopique aujourd’hui, Paris, Presses universitaires de France, 2001[15].
- Un sociologue en liberté. Lecture de Howard S. Becker. Montréal, Presses de l’Université Laval, 2004[16].
- Pierre Ansart & l’anarchisme proudhonien, avec Mimmo Pucciarelli[17], Lyon, Atelier de création libertaire, 2004, 121 p.
- Rites et rythmes de l'œuvre, (sous la dir.) Paris, L'Harmattan, 2005.
- L'inquiéteur[18], roman, Lyon, Atelier de création libertaire, 2006, 166 p.
- Les peuples de l'art (sous la dir de.) Joëlle Deniot et Alain Pessin. Paris, L'Harmattan, 2006, tome 1 et 2[19].

### Roman
- L'inquiéteur, Atelier de création libertaire, 2006[20],  (ISBN 978-2-351-04012-6)

### Articles
- Anarchie et anomie, Réfractions, no 1, Libertés imaginées, hiver 1997[21].

## Notices
- Catalogue général des éditions et collections anarchistes francophones : notice bibliographique.